# Haus Leuchtenberg
Haus Leuchtenberg (in alten Quellen auch Leuchtmar, Luchtmar oder ähnlich) ist eine ehemalige mittelalterliche Niederungsburg im Düsseldorfer Stadtteil Lohausen.

## Geschichte
Haus Leuchtenberg war Sitz der Herren von Leuchtmar, einer Seitenlinie der Herren von Kalkum. Einer der frühesten Vertreter des Geschlechts war Dietrich von Leuchtmar, 1358–1364 Amtmann des Amts Angermund. Dessen Nachkommen hielten Haus Leuchtenberg bis mindestens in das 17. Jahrhundert. Dann fiel das Haus über Erbschaft an die eingeheirateten Herren von Gürtzgen.
Zu Beginn des 19. Jahrhunderts gehörte das Haus zwischenzeitlich einer Firma Dr. Zanders & Cie., danach einem Brockerhoff. Dann wurde Haus Leuchtenberg zusammen mit Haus Lohausen von Heinrich Balthasar Lantz erworben. 1972 erwarb die Stadt Düsseldorf das Anwesen von der Familie Lantz. Vom Haus Leuchtenberg nahe am Rheindeich (heute: Leuchtenberger Hof, Der Grüne Weg 80, 40474 Düsseldorf) und dessen ehemaligem Vorwerk, dem Nagelshof (Nagelsweg 120, 40474 Düsseldorf), sind bis heute ansehnliche Teile erhalten. Der Bau stammt aus dem 14., 17. und 19. Jahrhundert.
Seit dem 6. Februar 1985 ist der Leuchtenberger Hof als Baudenkmal eingetragen.
Leuchtenberg wird heute als landwirtschaftlicher Betrieb genutzt.